# Nova Crnja
Nova Crnja (izvirno srbsko Нова Црња; madžarsko Magyarcsernye) je naselje v Srbiji, ki je središče istoimenske občine; slednja pa je del Srednjebanatskega upravnega okraja.

## Demografija
V naselju živi 1512 polnoletnih prebivalcev, pri čemer je njihova povprečna starost 42,4 let (40,4 pri moških in 44,1 pri ženskah). Naselje ima 723 gospodinjstev, pri čemer je povprečno število članov na gospodinjstvo 2,57.
To naselje je v glavnem madžarsko (glede na rezultate popisa iz leta 2002), a v času zadnjih treh popisov je opazno zmanjšanje števila prebivalcev.
|  |

| Demografija | Demografija     | Demografija     |
| Leto        | Št. prebivalcev | Št. prebivalcev |
| ----------- | --------------- | --------------- |
|             |                 |                 |
|             |                 |                 |
|             |                 |                 |
|             |                 |                 |
| 1948        | 3185            |                 |
| 1953        | 3310            |                 |
| 1961        | 3317            |                 |
| 1971        | 2911            |                 |
| 1981        | 2739            |                 |
| 1991        | 2353            | 2326            |
| 2002        | 1918            | 1861            |
|             |                 |                 |

| Etnična sestava po popisu iz leta 2002 | Etnična sestava po popisu iz leta 2002 | Etnična sestava po popisu iz leta 2002 | Etnična sestava po popisu iz leta 2002 | Etnična sestava po popisu iz leta 2002 |
| -------------------------------------- | -------------------------------------- | -------------------------------------- | -------------------------------------- | -------------------------------------- |
| Madžari                                | Madžari                                |                                        | 1.574                                  | 84,57%                                 |
| Srbi                                   | Srbi                                   |                                        | 112                                    | 6,01%                                  |
| Romi                                   | Romi                                   |                                        | 87                                     | 4,67%                                  |
| Jugoslovani                            | Jugoslovani                            |                                        | 35                                     | 1,88%                                  |
| Hrvati                                 | Hrvati                                 |                                        | 5                                      | 0,26%                                  |
| Nemci                                  | Nemci                                  |                                        | 4                                      | 0,21%                                  |
| Romuni                                 | Romuni                                 |                                        | 3                                      | 0,16%                                  |
| Makedonci                              | Makedonci                              |                                        | 1                                      | 0,05%                                  |
| Albanci                                | Albanci                                |                                        | 1                                      | 0,05%                                  |
| Neznano                                | Neznano                                |                                        | 4                                      | 0,21%                                  |